# Euophrys albimana
Euophrys albimana là một loài nhện trong họ Salticidae.
Loài này thuộc chi Euophrys. Euophrys albimana được J. Denis miêu tả năm 1937.